# Ministerstvo zemědělství (Prozatímní státní zřízení)
Ministerstvo zemědělství bylo ministerstvo Prozatímního státního zřízení, v jehož kompetenci byl resort zemědělství a veřejných prací. Působilo v Londýně v Spojeném království v letech 1942–1945.

## Dějiny
Bylo ustanoveno v rámci reorganizace vlády v listopadu 1942, na základě dekretu prezidenta republiky ze dne 12. listopadu 1942. Za ministra zemědělství byl jmenován slovenský právník Ján Lichner, který byl již od roku 1940 členem vlády jako Ministr bez portfeje. Praktická činnost ministerstva začala 7. ledna 1943. Činnost ministerstva skončila ustanovením první vlády Národní fronty Čechů a Slováků 4. dubna 1945 v Košicích. Na základě vládního nařízení ze dne 16. února 1945 se ministerstvo urychleně přesunulo z Londýna na osvobozené území Československa.

## Pravomoci
Z působení ministerstva v exilu vyplývala náplň jeho činnosti, kterou tvořila zejména příprava podkladů k uspořádání poválečných poměrů v oboru zemědělství a v oboru veřejných prací s širokým rozsahem agendy (pozemní komunikace, vodohospodářství, hornictví, metalurgie, strojírenství a Letectví). Podle zprávy přednesené J. Lichnerem na 4. plénu Státní rady 8. března 1943 se ministerstvo mělo zaměřit na organizování rychlé a účinné pomoci válkou vyčerpanému československému zemědělství, zajistit plynulý chod zemědělské výroby hned po skončení války a připravit řešení pro poválečnou organizaci zemědělství a jeho perspektiv do budoucna.

## Organizační struktura
Po menších počátečních reorganizacích se ustálilo na následující organizační struktuře:
- Prezídium a právní oddělení (vedoucí úředník Fedor Hodža),
- I. obor - výroba živočišná (vedoucí úředník Jan Němec),
- II. obor - výroba rostlinná (vedoucí úředník Václav Kác),
- Odbor veřejných prací (vedoucí úředník Josef Kaleda):
  - 1. oddělení - Pozemní stavby,
  - 2. oddělení - Silniční a mostní,
  - 3. oddělení - Vodní a hospodářské,
  - 4. oddělení - Důlní a hutné,
  - 5. oddělení - Letectví a strojírenství.

## Použitá literatura
Archivní fondy
- Národní archiv (Praha, Česko), fond Ministerstvo zemědělství, Londýn Archivováno 31. 8. 2017 na Wayback Machine.

Archivní pomůcky
- MRÁZKOVÁ, Ludmila, 1963. Ministerstvo zemědělství – Londýn : MZ – L : (1919) 1942 – 1945 : inventář. Praha: Státní ústřední archiv v Praze. Dostupné v archivu pořízeném dne 2019-03-28.
- VRBATA, Jaroslav; HELEŠICOVÁ, Věra, 1987. Ministerstvo zemědělství Londýn: Průvodce po archivních fondech a sbírkách. Svazek 1. Praha: Státní ústřední archiv v Praze. S. 360–362.